# Rond-point Jean-Bégué
Le rond-point Jean-Bégué est une voie de Toulouse, chef-lieu de la région Occitanie, dans le Midi de la France.

## Situation et accès

### Description
Le rond-point Jean-Bégué est une voie publique. Il se trouve au cœur du quartier des Sept-Deniers.
La chaussée qui fait le tour du rond-point compte une voie de circulation automobile en sens unique, dans le sens antihoraire. Elle appartient à une zone 30 et la vitesse y est limitée à 30 km/h. Il existe également une bande cyclable, faisant également le tour du rond-point dans le sens antihoraire.

### Voies rencontrées
Le rond-point Jean-Bégué rencontre les voies suivantes, dans l'ordre des numéros croissants :
1. Route de Blagnac
2. Passage André-Chaubet
3. Chemin de Garric
4. Route de Blagnac
5. Chemin de la Garonne

## Odonymie
En 2015, le rond-point a été nommé en hommage à Jean Bégué (1914-1982). Résistant, arrêté par la Gestapo et déporté, il habitait une maison du quartier (actuel no 25 chemin de la Garonne). C'était au XIXe siècle le carrefour des Trois-Chemins.

## Patrimoine et lieux d'intérêt
Le centre du rond-point est occupé, depuis 2024, par une sculpture représentant la flamme olympique. Le 17 mai 2024, le parcours de la flamme, de la place Intérieure-Saint-Cyprien au stade Ernest-Wallon, était effectivement passé par le rond-point Jean-Bégué.